# لورن کنراد
لورن کنراد (انگلیسی: Lauren Conrad؛ زاده ۱ فوریهٔ ۱۹۸۶) یک هنرپیشه اهل ایالات متحده آمریکا است. وی از سال ۲۰۰۴ میلادی تاکنون مشغول فعالیت بوده‌است.

## بخشی از فیلمشناسی
از فیلم‌ها یا برنامه‌های تلویزیونی که وی در آن نقش داشته‌است می‌توان به آثار زیر اشاره کرد.
- فامیلی گای (۲۰۰۶, ۲۰۰۹)
- فیلم حماسی (فیلم) (۲۰۰۷)
- مدل برتر بعدی آمریکا (۲۰۰۹)
- زندگی اتفاق می‌افتد (۲۰۱۱)